# Grymtfiskar
Grymtfiskar (Haemulidae) är en familj i ordningen abborrartade fiskar.
Familjen omfattar 120 till 170 arter i 17 släkten. De olika arterna blir 11 till 100 cm långa. De förekommer i rev i tropiska hav. Grymtfiskar har oftast påfallande godisliknande färger och tjocka läppar. Det finns ofta stora skillnader i kroppsfärg mellan unga och vuxna fiskar.
Det vetenskapliga namnet är bildat av det grekiska ordet haimaleos (blodig).

## Levnadssätt
Grymtfiskar är huvudsakligen aktiva på natten. Under dagen vilar de i närheten av koraller under överhängande delar av revet eller i grottor. De lever i mindre grupper och är inte särskild skygga. Grymtfiskar rymmer först när man kommer dem alltför nära. Unga grymtfiskar har inte bara en annan kroppsfärg än vuxna utan skiljer sig även angående beteende. De lever huvudsakligen ensamma och simmar uppenbarligen mållöst längre sträckor. Arterna i familjen livnär sig företrädesvis av ryggradslösa djur från havets botten.

## Släkten
- Anisotremus Gill, 1861
- Boridia Cuvier in Cuvier & Valenciennes, 1830
- Brachydeuterus Gill, 1862
- Conodon Cuvier in Cuvier & Valenciennes, 1830
- Diagramma Oken, 1817
- Emmelichthyops Schultz, 1945
- Genyatremus Gill, 1862
- Haemulon Cuvier, 1829
- Haemulopsis Steindachner, 1869
- Hapalogenys Richardson, 1844
- Isacia Jordan and Fesler, 1893
- Microlepidotus Gill, 1862
- Orthopristis Girard, 1858
- Parakuhlia Pellegrin, 1913
- Parapristipoma Bleeker, 1873
- Plectorhinchus Lacépède, 1801
- Pomadasys Lacépède, 1802
- Xenichthys Gill, 1863
- Xenistius Jordan & Gilbert, 1883
- Xenocys Jordan & Bollman, 1890